# Château Cordeillan-Bages
 (avril 2015).
Le Château Cordeillan-Bages à Pauillac dans le Médoc est un hôtel de luxe fondé en 1989.

## Présentation
Le château Cordeillan-Bages est un hôtel cinq étoiles qui propose 28 chambres et suites. Sous la houlette du chef Thierry Marx (1996-2010), le restaurant se voit décerner sa première étoile au Guide Michelin en 1996 puis une deuxième en 1999. Cette distinction est par la suite revenue au chef Jean-Luc Rocha (arrivé en 2005) depuis 2011. En 2017, Julien Lefebvre devient le chef exécutif à Cordeillan-Bages et directeur de la restauration du groupe de la famille Cazes. Il décroche sa première étoile au guide Michelin en 2018. Il quitte le restaurant en 2020. Le château n'a plus d'étoile depuis le guide Michelin 2021.
Le propriétaire du château est Jean-Michel Cazes (Groupe JMC).

## Histoire
La maison de maître actuelle est une chartreuse dont le corps principal remonte au milieu du XIXe siècle. Ses deux tourelles plus anciennes, sont le vestige de la première demeure construite au XVIIe siècle.
En 1985, le château est acheté par Jean-Michel Cazes. Les ailes de dépendance qui formaient une cour à l'arrière de la demeure ont été transformées pour accueillir les chambres de l'hôtel et le restaurant qui ouvre quatre ans plus tard.
La maison est membre des Relais & Châteaux depuis 1992.

## Architecture
La chartreuse est composée d'un pavillon central à étage, en surcroît couvert d'un toit brisé en pavillon en ardoise, avec de part et d'autre une aile en rez-de-chaussée couverte d'une toiture en tuiles creuses. La porte d'entrée présente un chambranle mouluré à tore et gorge traitée en bossage. Elle est surmontée d'une porte-fenêtre formant lucarne avec fronton triangulaire et balcon, correspondant au niveau de surcroît du pavillon. Les encadrements des baies latérales sont traités en léger ressaut que l'on retrouve au niveau de la corniche moulurée, surmontée d'une génoise.
La façade arrière est également organisée autour du pavillon central encadré par deux tourelles circulaires coiffées d'un dôme en pierre. La porte présente le même encadrement mouluré. Le surcroît est ouvert par une fenêtre dont les encadrements sont en léger ressaut. Les baies latérales sont encadrées de pierres de taille harpées.
L'intérieur de la demeure a été également redécoré. le hall d'entrée donne encore accès à l'escalier en vis situé dans l'une des tourelles et permettant d'accéder à l'étage en surcroît. L'autre tourelle abrite un placard ; elle a peut-être été condamnée à cet effet.